# HASAG

Brenner- und Lampenfabrik Hugo Schneider in der Reudnitzer Kohlgartenstraße, um 1887

Die Hugo Schneider AG (HASAG) war ein deutsches Unternehmen der Metallwarenindustrie, welches in den letzten Kriegsjahren des Zweiten Weltkrieges durch die Entwicklung und Produktion der Panzerfaust eine größere Bedeutung als Rüstungskonzern erlangte. Bereits im Ersten Weltkrieg hatte das Unternehmen seine Fertigung von zivilen auf Rüstungsgüter umgestellt und partizipierte erheblich an der deutschen Wiederaufrüstung der 1930er Jahre.
Die Leitung der HASAG setzte in ihren Produktionsstätten in Deutschland und im besetzten Polen zehntausende von zivilen Zwangsarbeitern, Kriegsgefangenen und KZ-Häftlingen ein.

## Geschichte

### Gründung

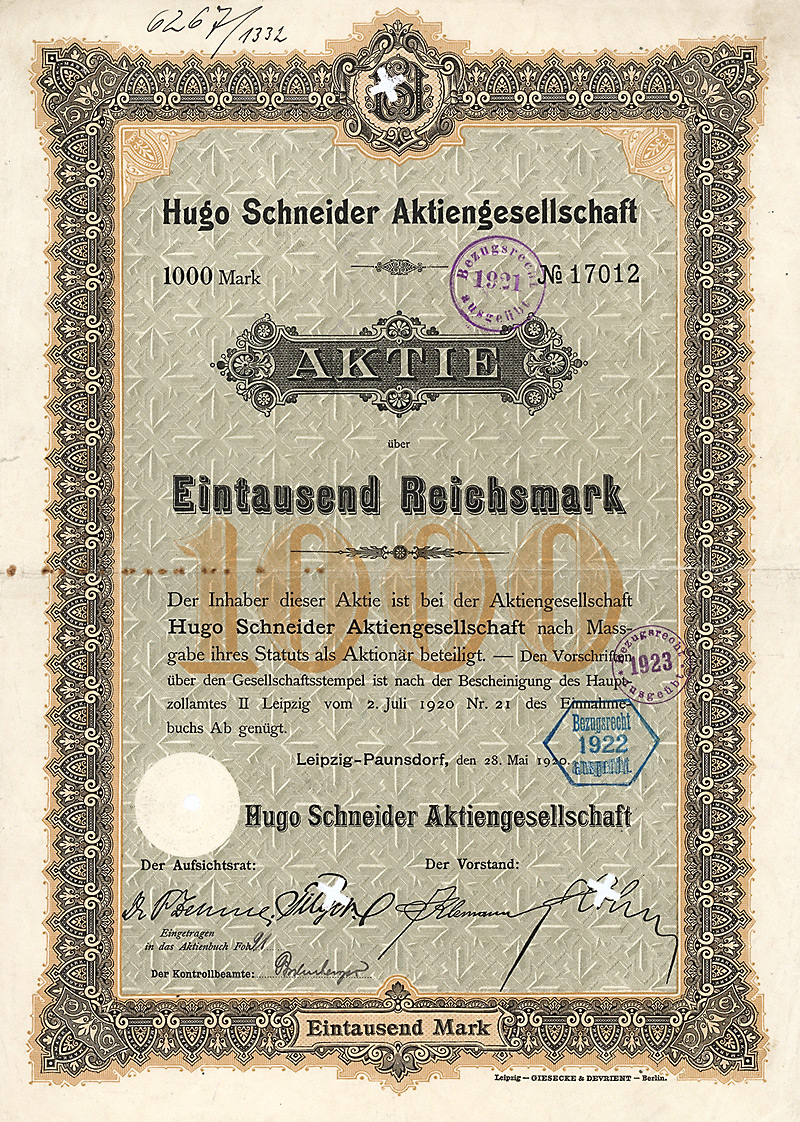
Aktie über 1000 Mark der Hugo Schneider AG vom 28. Mai 1920

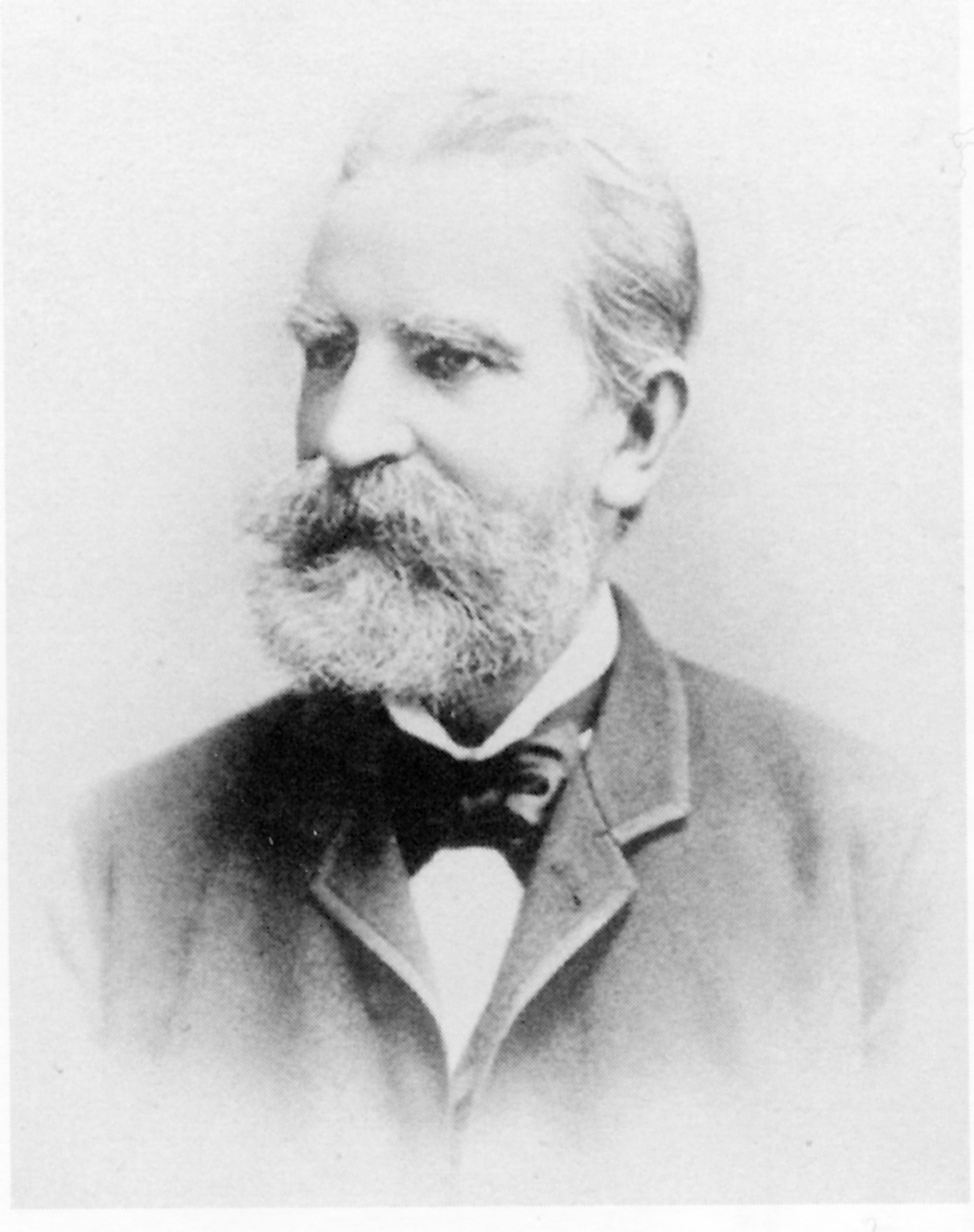
Hugo Schneider (um 1888)

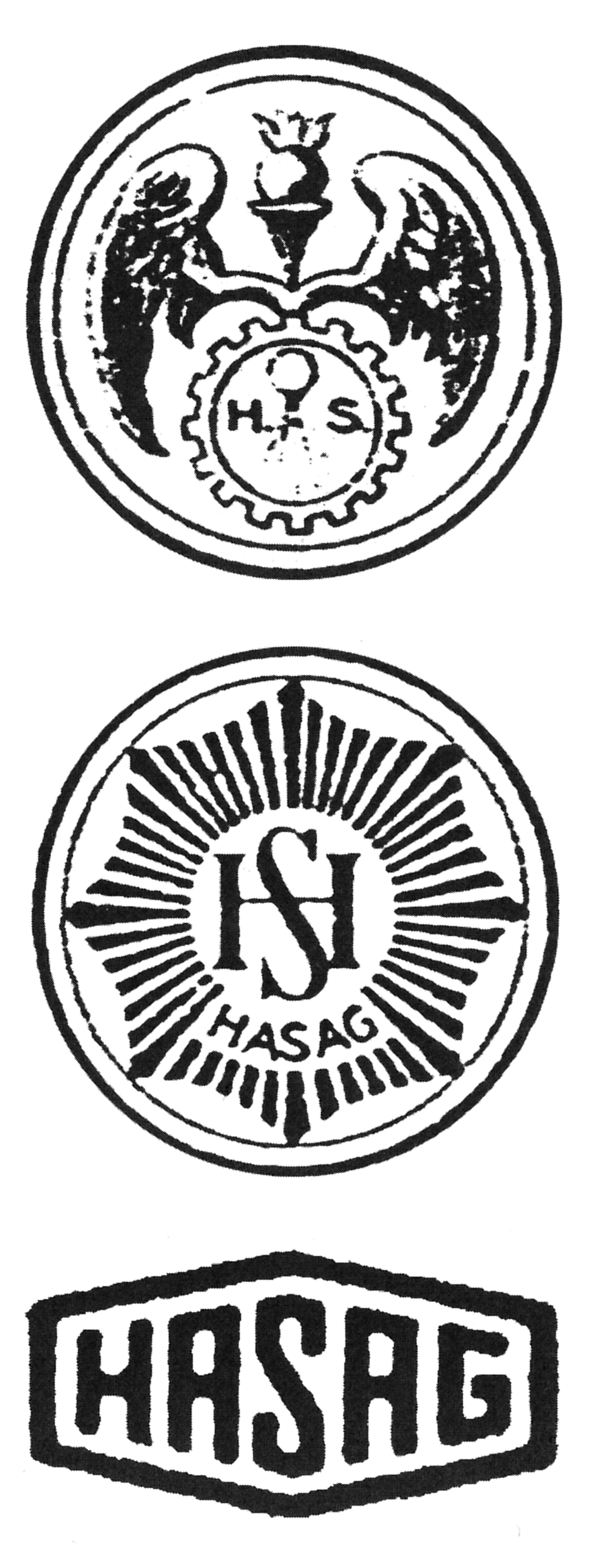
Fabrikmarken der HASAG

1863 wurde die Lampenfabrik Haeckel & Schneider in Reudnitz (ab 1889 Stadtteil von Leipzig) gegründet. Sie war als Manufaktur konzipiert, die aber bis 1880 zu einem mittelständischen Industriebetrieb heranwuchs. Das Hauptgeschäft war die Herstellung von Lampen. Hugo Schneider, der zunächst nur als Teilhaber auftrat, übernahm das Unternehmen 1871 ganz, das er 1899 zur Metallwarenfabrik Hugo Schneider Aktiengesellschaft umwandelte. Da das wachsende Unternehmen in Reudnitz nicht expandieren konnte, erwarb man nordöstlich davon in Sellerhausen am Rande von Leipzig 1897 ein großes Areal westlich der Bahnstrecke Leipzig-Wahren–Leipzig-Engelsdorf. In dem Dreieck zwischen Torgauer Straße und Paunsdorfer Weg (heute Permoserstraße) wurde zunächst ein modernes Messingwalzwerk gebaut und 1905 auch der Unternehmenssitz dorthin verlegt. 1931 wurde der Paunsdorfer Weg in Hugo-Schneider-Straße umbenannt.
Als Hersteller von Beleuchtungs-, Heiz- und Kochartikeln begann die HASAG schon im Ersten Weltkrieg mit der Produktion von Munitionshülsen und anderen Rüstungsgütern, die in den Kriegsjahren den Umsatz bestimmten. Nach dem Krieg versuchte man zunächst das Unternehmen mit Artikeln, die schon vor dem Ersten Weltkrieg produziert wurden, aufrechtzuerhalten. Nach der Machtergreifung 1933 konnte die HASAG mit der Aufrüstung von Reichswehr bzw. Wehrmacht wieder mit Rüstungsaufträgen rechnen. Diese waren für das Unternehmen lukrativ, weil kein Vertrieb an Einzelhändler organisiert werden musste, sondern das Deutsche Reich als Großabnehmer auftrat. Die HASAG spezialisierte sich daher auf die Produktion von Rüstungsgütern und wurde in dieser Sparte zu einem der größten Konzerne Deutschlands. 1930 hatte die HASAG 1.000 Beschäftigte bei einem Jahresumsatz von 5 Millionen Reichsmark (RM).
1932 wurden der spätere SS-Sturmführer Paul Budin Generaldirektor und SA-Sturmführer Georg Mumme stellvertretender Generaldirektor. Späterer Sozialdirektor und Wehrwirtschaftsführer wurde der Ingenieur Wilhelm Renner (Vater von Hannelore Kohl). NS-Funktionäre waren in der Unternehmensführung organisiert, weitere Direktoren in der SS und der SA. Beschäftigte in leitenden Positionen waren fast ausschließlich Mitglieder der NSDAP, SS oder SA. Aufsichtsratsvorsitzender war Ernst Schoen von Wildenegg.

### Zeit des Nationalsozialismus
Das Unternehmen lieferte ab 1933 Munition an die Reichswehr (ab 1935: Wehrmacht) und wurde 1934 offiziell als Rüstungsbetrieb eingestuft. Budin unterhielt zu dieser Zeit beste Verbindungen zum späteren Reichsminister für Bewaffnung und Munition Albert Speer. 1939 betrug der Jahresumsatz 22 Millionen RM. Das Stammwerk in Leipzig wurde von 1935 bis 1939 weiter ausgebaut. Wilhelm Renner arbeitete als Betriebsdirektor und Prokurist in der HASAG von 1939 bis zum Ende des Zweiten Weltkriegs. Der ebenfalls mit Prokura ausgestattete Oberingenieur Edmund Heckler baute die Zweigwerke in Leipzig, Berlin, Taucha und Altenburg auf und leitete die drei letztgenannten.
Mit Ausbruch des Zweiten Weltkriegs 1939 wurde es schwer, Arbeitskräfte zu beschaffen. Trotz Dienstverpflichtung der Frauen wurden auch ausländische Arbeitskräfte angeworben und bald durch Zwangsarbeiter ersetzt. Der Konzern bevorzugte den Einsatz und die Ausbeutung von Zwangsarbeitern aus mehreren Konzentrationslagern für die Produktion in etlichen Betrieben und unterhielt eigene Zwangsarbeiterlager, die von der SS verwaltet wurden. Bereits 1939 übernahm die HASAG im besetzten Polen drei Rüstungswerke: in Skarżysko-Kamienna, Kielce und Tschenstochau. Das Unternehmen setzte tausende jüdische Häftlinge ein – mit dem Ziel der Vernichtung durch Arbeit. Von den zwischen 25.000 und 30.000 Zwangsarbeiter der HASAG-Werke in Skarżysko-Kamienna haben nach Schätzungen polnischer Historiker 18.000 bis 23.000 den Lageraufenthalt nicht überlebt. Anne Friebel von der Gedenkstätte für Zwangsarbeit Leipzig beschreibt die Arbeitsbedingungen der Zwangsarbeiter so: „Die Lebenserwartung in Skarżysko-Kamienna, im Werk C, betrug drei Monate. Wenn man dort neu hinkam als Zwangsarbeiter, sind die Leute in kürzester Zeit gestorben, weil der Umgang mit dieser Pikrinsäure und diesen anderen hochgiftigen Substanzen sofort die Körper angegriffen hat.“
1944 erhielt die HASAG durch Albert Speer die Sondervollmacht „Hochlauf Panzerfaust“. Damit war der Konzern alleiniger Hersteller dieser Waffe, die Renner und Heckler mitentwickelt haben sollen, und konnte seine Werke weiter ausbauen.

#### KZ-Außenlager HASAG Leipzig
Die HASAG unterhielt eigene Konzentrationslager in Leipzig und an anderen Produktionsstandorten. Das Leipziger Lager entstand im Juni 1944 auf dem Gelände Kamenzer Straße 10 und 12 (damals Bautzner Straße) im Leipziger Stadtteil Schönefeld als erstes Frauenaußenlager des KZ Buchenwald. Innerhalb von wenigen Monaten hatte es über 5000 Häftlinge und war damit das größte Frauenaußenlager des KZ Buchenwald. Im Herbst 1944 entstand ein weiterer Teil des Lagers für 700 männliche Insassen, unter anderem Franzosen, Italiener, polnische und ungarische Juden. Sie wurden vor allem in der Erprobung der in den HASAG-Werken hergestellten Munition eingesetzt.
An den Produktionsstandorten Taucha, Altenburg, Meuselwitz, Schlieben, Colditz und Flößberg wurden ab 1944 weitere KZ-Außenlager eingerichtet, in denen über 14.500 weibliche und männliche KZ-Häftlinge für die HASAG Rüstungsgüter herstellen mussten.

#### Kriegsende
Bei den Luftangriffen auf Leipzig im Zweiten Weltkrieg wurden auch die HASAG-Werke getroffen. Am 13. April 1945 wurden Tausende Häftlinge aus den HASAG-Außenlagern der Konzentrationslager auf die Todesmärsche getrieben. Am 13. oder 14. April wurde das Hauptgebäude in Leipzig in die Luft gesprengt, vermutlich von Paul Budin, der dort zusammen mit seiner Frau Suizid begangen haben soll. Die Unternehmensakten der HASAG sollen dabei ebenfalls verschwunden sein.

### Nachkriegszeit

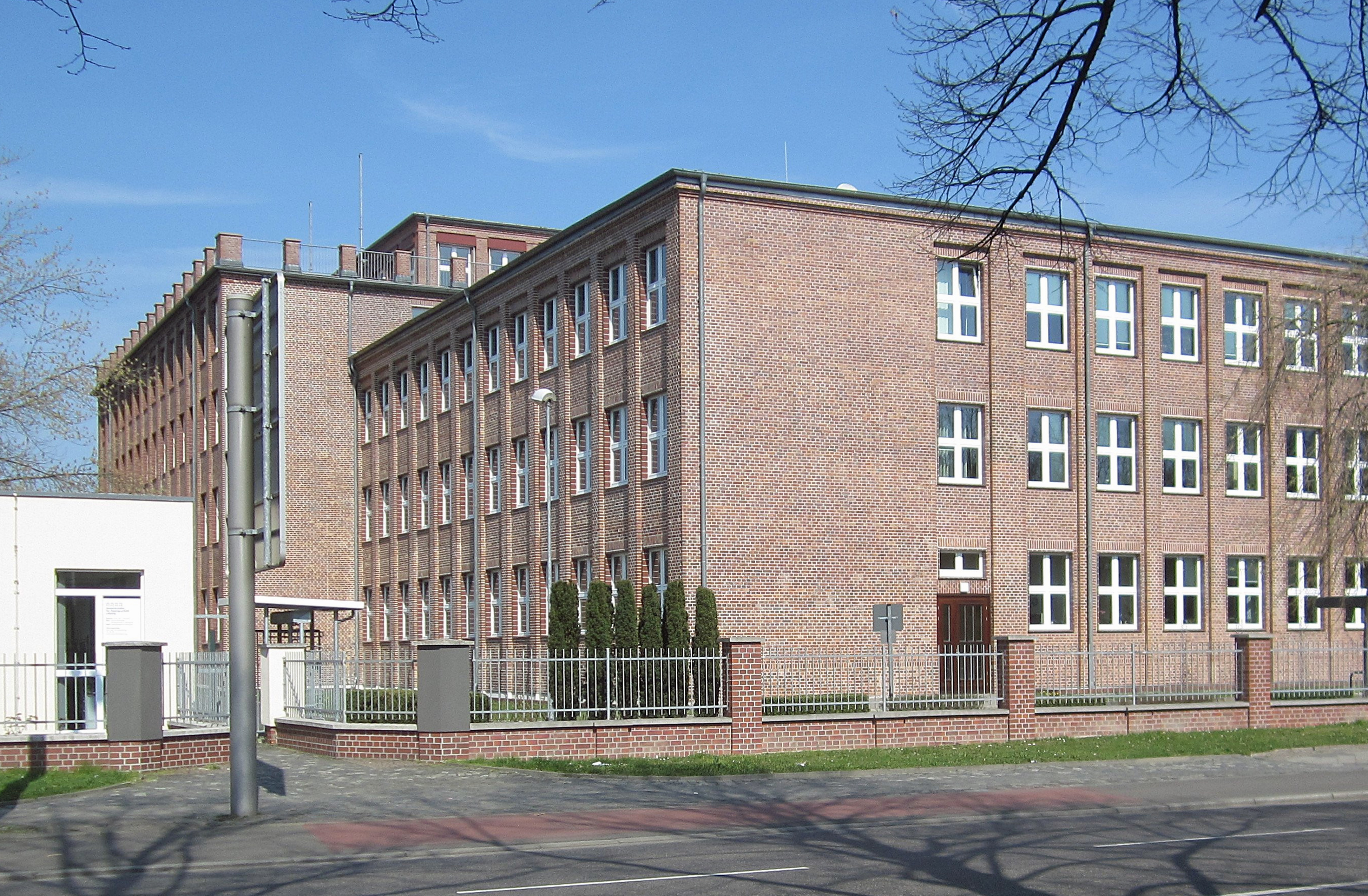
Ehemaliges Verwaltungsgebäude der HASAG im heutigen Wissenschaftspark Leipzig

Spezialkommandos der US-amerikanischen Besatzung beschlagnahmten die Konstruktionspläne der Panzerfaust. Nach Ende des Kriegs begann man im Stammwerk Leipzig, Kochtöpfe, Milchkannen, Lampen usw. zu produzieren. Bis 1947 wurden alle Maschinen und Anlagen demontiert und durch die Sowjetische Militäradministration in Deutschland (SMAD) als Reparationsleistungen beschlagnahmt. Die meisten Gebäude wurden danach gesprengt; nur das Verwaltungsgebäude blieb erhalten. Ab den 1950er Jahren entstanden auf dem Gelände mehrere naturwissenschaftliche Forschungsinstitute der Akademie der Wissenschaften der DDR. Nach Schließungen und Neugründungen von Instituten nach 1991 entstand der Wissenschaftspark Leipzig. Heute sitzt hier unter anderem das Helmholtz-Zentrum für Umweltforschung – UFZ.

### Strafrechtliche Aufarbeitung von Verbrechen an Zwangsarbeitern
Betriebsdirektor Wilhelm Renner, Aufsichtsratsvorsitzender Ernst Schoen von Wildenegg und Oberingenieur Edmund Heckler übersiedelten nach dem Zweiten Weltkrieg in die Bundesrepublik, wo sie für ihre Verbindung mit der unmenschlichen Behandlung von NS-Zwangsarbeitern nie angeklagt wurden. Die Beteiligung Hecklers, der in seinem Entnazifizierungsverfahren als „Mitläufer“ eingestuft wurde und 1949 das Rüstungsunternehmen Heckler & Koch gründete, wurde erst 2020 öffentlich thematisiert. In den 1950er Jahren untersuchte die Staatssicherheit der DDR, ob Budin möglicherweise doch noch am Leben und geflohen sei, jedoch ergebnislos.
Am 15. November 1948 begann vor der Ersten Großen Strafkammer in Leipzig auf Befehl der Sowjetischen Militäradministration die Hauptverhandlung im „Prozess Kamienna-Tschenstochau“ zu den Verbrechen an den Zwangsarbeitern des Leipziger Unternehmens HASAG in Skarzysko-Kamienna, und am 24. Mai 1949 begann der ebenfalls nach dem Ort des Geschehens benannte „Tschenstochau-Prozess“. Die beiden Prozesse gehören juristisch zusammen, auch wenn sie voneinander getrennt geführt wurden. Insgesamt wurden 45 Personen angeklagt, „sich gegen jüdische Insassen der Haftlager in Kamienna und Tschenstochau schwerstens vergangen zu haben“. Im Kamienna-Prozess gab es 25 Angeklagte. Für beide Verfahren wurden von der Staatsanwaltschaft etwa 120 Zeugen aus den damaligen Westzonen nach Leipzig geladen, zusätzlich zu Zeugen aus Polen und der SBZ.
Im Kamienna-Prozess, der wegen enormen Interesses auf dem Gelände der Leipziger Baumwollspinnerei stattfand, ergingen unter dem Vorsitz von Amtsrichter Nathan Hölzer am 22. Dezember 1948 folgende Urteile:
- 4 Todesurteile
- 2 Lebenslange Freiheitsstrafen
- 16 zeitlich unterschiedliche Zuchthausstrafen
- 2 Gefängnisstrafen
- 1 Freispruch mangels Beweisen.

Im Tschenstochau-Prozess, nach der Anhörung von 84 Zeugen und zwei medizinischen Sachverständigen, ergingen am 17. Juni sowie am 29. Juli 1949 folgende Urteile:
- 4 Todesurteile
- 2 Lebenslange Zuchthausstrafen
- 10 Zuchthaus- und 4 Gefängnisstrafen zwischen 20 Jahren und einem Jahr
- 1 Freispruch mangels Beweisen.

Zwölf der Angeklagten legten Revisionsanträge ein, denen aber nicht entsprochen wurde.
Nach 1949 nutzten verschiedene Volkseigene Betriebe (VEB) der DDR Patente der HASAG. So stellte zum Beispiel der VEB Metallwaren Leipzig (MEWA) eine Starklichtlampe nach einem HASAG-Muster her. Der VEB Leuchtenbau Leipzig hatte die Rechte der Wortmarke HASAG und verlängerte diese 1963. Erst 1974 wurde die Marke gelöscht.

## Erinnerung
2001 wurde auf dem ehemaligen HASAG-Gelände im Pförtnergebäude der späteren Akademie-Institute eine Gedenkstätte für Zwangsarbeit in der Permoserstraße eröffnet. Sie wird vom Verein „Erinnern an NS-Verbrechen in Leipzig e. V.“ getragen, und institutionell durch die Stiftung Sächsische Gedenkstätten zur Erinnerung an die Opfer politischer Gewaltherrschaft und das Kulturamt der Stadt Leipzig gefördert. Sie kann besichtigt werden. Nahe dem ehemaligen HASAG-Gelände wurde 2022 eine Gedenkstelle eingeweiht.

## Produzierte Güter und Waffen

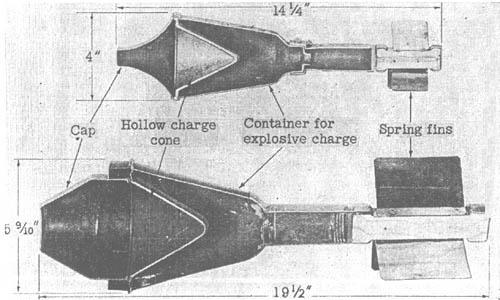
Granaten einer Faustpatrone und Panzerfaust 60

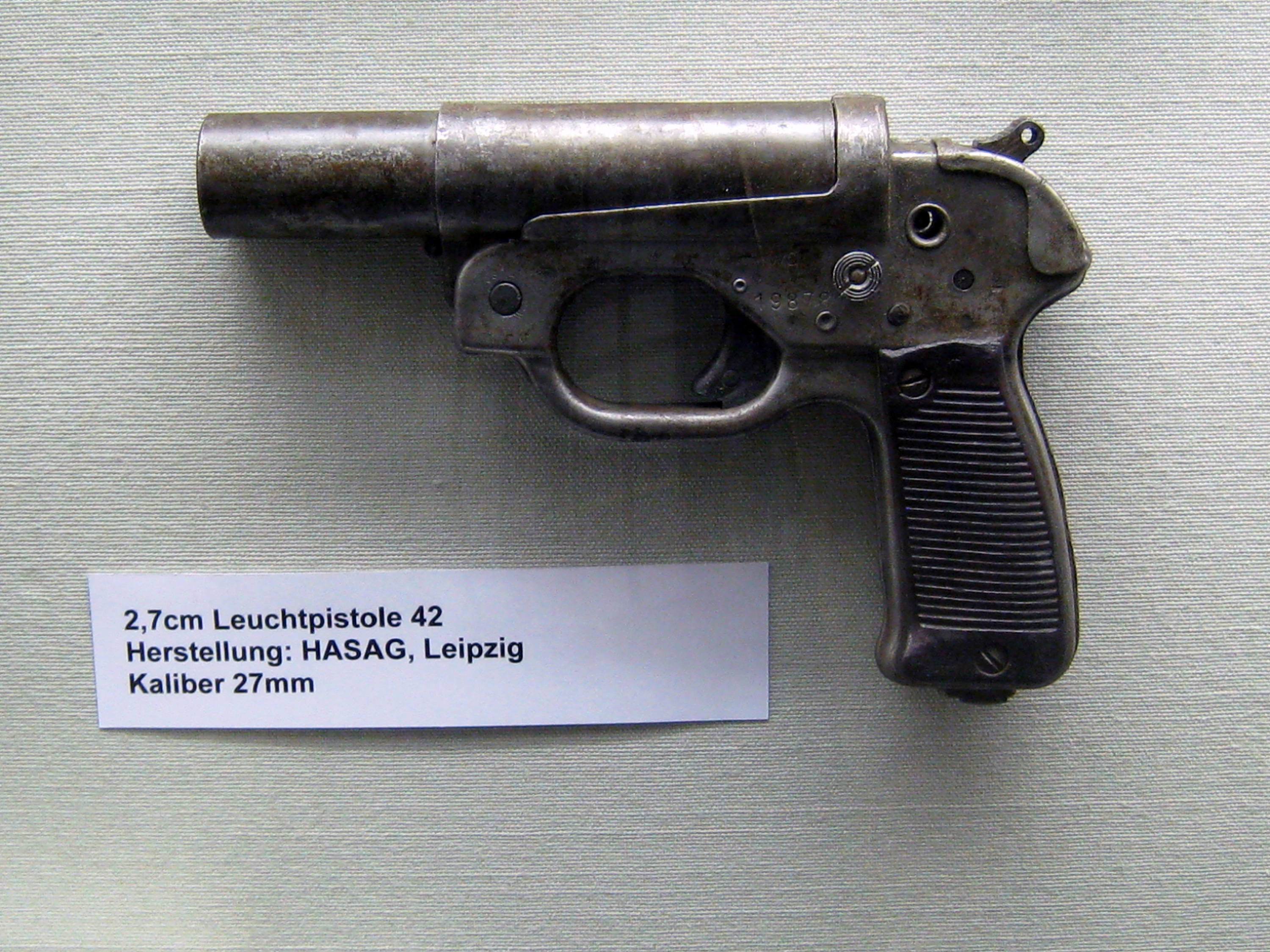
Leuchtpistole 42, hergestellt von der HASAG

- Beleuchtungs-, Heizungs-, Kochapparate und -Geräte,
- elektrische Haus- und Küchengeräte,
- Isoliergefäße (Thermosflaschen)[22],
- emaillierte und verzinnte Waren,
- Autolampen- und Fahrradzubehörteile, auch elektrische, nämlich Schein- und Nebelscheinwerfer,
- Sucher-, Schluss-, Seiten-, Stopplampen, Starklichtlampen, Fahrradlampen und Rückstrahler, Hupen, Hörner und die dazu erforderlichen Schalter,
- elektrische Glühlampen, Glühstrümpfe (Glühkörper),
- Faustpatrone, rückstoßfreie Einwegwaffe zur Bekämpfung von Panzern
- Panzerfaust (Hohlladung)
- Fliegerfaust-A, Waffe gegen Tiefflieger
- Leuchtpistole
- Stahlguss-, Walzstahl- und Edelmetallprodukte

## Betriebe der HASAG 1944/1945
- Leipzig-Paunsdorf, Hauptwerk (1898, ab 1905 Unternehmenssitz), Hugo-Schneider-Straße (heute Permoserstraße)
- Leipzig-Schönefeld, Nordwerk (ab 1939/40) zwischen Torgauer und Bautzner Str. (heute Kamenzer Str.)
- Oberweißbach / Eisenach (1910)
- Altenburg (ab 1936)
- Meuselwitz (ab 1936)
- Taucha (ab 1937), Werk I: Weststraße, Werk II: Graßdorfer Str.
- Delitzsch (ab 1944)
- Flößberg (Ende 1944)
- Grimma (Ende 1944)
- Colditz (Ende 1944)
- Borsdorf (ab 1944)
- Langewiesen, später Dermbach
- Berlin-Köpenick
- Schlieben / Berga, Außenlager Schlieben, zwischen 2.000 und 5.000 weibliche Häftlinge aus dem KZ Ravensbrück und aus dem KZ Buchenwald[23]
- die polnischen Werke in Skarżysko-Kamienna, Kielce und Tschenstochau (Ghetto Tschenstochau)
- HASAG-Metallwerke Bozen
- Beteiligungen / Kooperationen in Mailand und Rom

## Medien
- Vergessener Rüstungsgigant - Die Leipziger HASAG, Der Osten - Entdecke wo du lebst, MDR Fernsehen, Dezember 2020 (online)
- Überleben und Widerstand im KZ-Außenlager »HASAG Leipzig«, Audiofeature, Gedenkstätte für Zwangsarbeit Leipzig (online)